# بارلين بياموتو
بارلين بياموتو (بالإنجليزية: Barlen Pyamootoo)‏ (مواليد 27 سبتمبر 1960)، هي مُخرجة موريشيوسية.

## وصلات خارجية
- بارلين بياموتو في قاعدة بيانات الأفلام على الإنترنت